# Ясинский, Антон Никитич
Анто́н Ники́тич Яси́нский (1864—1933) — российский и советский историк-медиевист, педагог, академик АН БССР (1928), член Чешской академии наук (1907).

## Биография
Православный. Из купеческой семьи. Старший брат Михаил — историк русского права.
Окончил Киевскую Первую гимназию (1884) и историко-филологический факультет Университета Святого Владимира со степенью кандидата (1888). За сочинение на заданную факультетом тему «Сочинения князя Курбского, как исторический материал» был удостоен золотой медали.
С 1890 по 1893 год состоял учителем истории в Киевском кадетском корпусе и в женской гимназии Ващенко-Захарченко. В 1895 году, после защиты диссертации «Падение земского строя в чешском государстве (X—XIII вв.)» получил степень магистра и начал читать лекции по средневековой истории в университете Св. Владимира в качестве приват-доцента. В том же году был назначен учителем истории в Первой гимназии, где прослужил до конца 1896 года, одновременно преподавая историю в Институте благородных девиц.
28 ноября 1896 года был назначен экстраординарным профессором истории в Юрьевский университет. Степень доктора истории получил за диссертацию «Очерки и исследования по социальной и экономической истории Чехии в средние века. Том I». Обе диссертации Ясинского были удостоены Императорской академией наук премий имени А. А. Котляревского (в 1898) и М. В. Ломоносова (в 1901). После защиты докторской диссертации был утверждён в должности ординарного профессора Юрьевского университета по кафедре всеобщей истории (декабрь 1901).
С ноября 1911 года был директором Педагогического института им. П. Г. Шелапутина. С июня 1912 года — приват-доцент Московского университета по кафедре всеобщей истории.
Написал для Энциклопедического словаря Брокгауза и Ефрона две статьи: «Феодализм в Чехии и Моравии» и «История Чехии», а для «Биографического словаря профессоров и преподавателей Императорского юрьевского, бывшего дерптского университета» (т. II) — биографии своих предшественников по кафедре всеобщей истории Г. Пёльмана, Ф. Крузе, Авг. Ганзена и К. Ратлефа.

## Труды
- «История Великой Хартии в XIII столетии» (Киев, 1888);
- «Сочинения князя Курбского, как исторический материал» (Киев, 1889);
- «Московский государственный архив в XVI веке» (Киев, 1889);
- «Донесение о Московии Марка Фоскарини» (Киев, 1889);
- «Об охране и заселении степной окраины Московского государства в конце XVI и начале XVII вв.» (Киев, 1900);
- «Об этнографических и культурных отношениях в средние века» (Юрьев, 1897);
- «Чешское свидетельство XIV века о русском металлическом производстве» (Юрьев, 1898);
- «Содействие чехов успехам германизации на берегах Балтийского моря» (Юрьев, 1898);
- «Причины падения древней Ливонии» (Юрьев, 1898);
- «Основные черты развития права в Чехии XIII—XV вв.» (Юрьев, 1902);
- «Феодор Яковлевич Фортинский, как ученый и профессор» (Киев, 1903);
- «Введение немецкого права в селах Чехии XIV века» (Киев, 1903);
- «Присяга крестьян по чешскому средневековому праву» (СПб., 1904).
- «Лекции по истории средних веков. Раннее средневековье» — Юрьев, 1910. — 403 с.